# Krull (film)
Pour les articles homonymes, voir Krull.
Pour plus de détails, voir Fiche technique et Distribution.
Krull est un film d'heroic fantasy américano-britannique réalisé par Peter Yates, sorti en 1983.

## Synopsis
Les épousailles de Colwyn, fils du roi Turold et de Lyssa, fille du roi Eirig, prévues pour réunir les deux royaumes, ne sont pas du goût de la Bête, cachée dans la Forteresse Noire qui fait enlever la belle. Mais son fiancé, aidé du cyclope et de toute une bande de rebelles, délivrera sa bien-aimée.

## Fiche technique
- Réalisation : Peter Yates
- Production : Ron Silverman
- Scénario : Stanford Sherman
- Directeur de la photographie : Peter Suschitzky
- Montage : Ray Lovejoy
- Musique : James Horner
- Effets spéciaux : John Evans
- Studio de production : Columbia Pictures
- Budget : 27 000 000 $[1]
- Durée : 121 minutes
- Dates de sortie : 
  - États-Unis : 27 juillet 1983
  - France : 8 février 1984

## Distribution
- Ken Marshall (VF : Lambert Wilson) : Colwyn
- Lysette Anthony : Lyssa
- Freddie Jones (VF : Serge Lhorca) : Ynyr
- Francesca Annis : la veuve de la toile
- Alun Armstrong (VF : Marc de Georgi) : Torquil
- David Battley (VF : Patrick Préjean) : Ergo
- Bernard Bresslaw (VF : Pierre Hatet) : Rell le cyclope
- Liam Neeson (VF : Mario Santini) : Kegan
- John Welsh (en) (VF : Roland Ménard) : le voyant
- Graham McGrath (VF : Damien Boisseau) : Titch
- Bernard Archard (VF : Jean Berger) : roi Eirig
- Tony Church (VF : Michel Gudin) : roi Turold
- Robbie Coltrane (VF : Michel Derain) : Rhun
- Trevor Martin (voix) (VF : William Sabatier) : la Bête
- Todd Carty (VF : Vincent Ropion) : Oswyn
- Belinda Mayne (VF : Marie-Christine Darah) : Vella

## Production

### Attribution des rôles
À l'exception du rôle principal interprété par l'américain Ken Marshall, l'ensemble du casting est composé d'acteurs anglais confirmés, parmi lesquels Freddie Jones et Francesca Annis, que l'on retrouvera tous deux un an plus tard à l'affiche du film Dune respectivement dans les rôles de Thufir Hawat et dame Jessica.
Dans des rôles secondaires, on peut reconnaître Liam Neeson dans une de ses premières apparitions à l'écran, et Robbie Coltrane qui fera quelques années plus tard, un imposant Hagrid dans la série des Harry Potter.

### Tournage
Le film a été tourné aux Studios Pinewood en Angleterre.

### Musique
La musique a été composée par James Horner (Titanic de James Cameron), jeune compositeur de 30 ans (en 1983) et qui venait d'écrire, un an auparavant, la musique de Star Trek 2 : La Colère de Khan.  
Certains morceaux (comme Ride of the Firemares ou « Love Theme »), à forte inspiration wagnérienne, seront repris pour être diffusés dans la zone entourant l'attraction Space Mountain: De la Terre à la Lune (1995-2005) au parc Disneyland Paris, car en parfaite adéquation avec l'esprit victorien de l'attraction.

## Accueil

### Critique
Sur le site agrégateur de critiques Rotten Tomatoes, le film est crédité d'un score de seulement 33 % d'avis positifs, sur la base de 18 critiques collectées et une note moyenne de 4,5/10.

### Box office
Le film a été un échec commercial à sa sortie, rapportant environ 16 519 000 $ au box-office en Amérique du Nord pour un budget de production de 27 000 000 $. En France, il réalise 376 517 entrées.

## Distinctions
- Saturn Awards :
  - nomination au Saturn Award du meilleur film fantastique
  - nomination au Saturn Award de la meilleure musique (James Horner)
  - nomination au Saturn Award des meilleurs costumes (Anthony Mendleson)
- Festival du film fantastique d'Avoriaz  : nomination au Grand prix (Peter Yates)
- Stinkers Bad Movie Awards : lauréat du prix du « Pire film »[4]

## Dans la culture populaire
- Dans la saison 11 de la série South Park, l'épisode « Le Fantastique Mystère de Pâques » montre le personnage de Jésus utilisant l'arme fantastique de Krull contre l'antipape qui a renversé Benoît XVI.
- Dans la série Les Soprano (saison 3, épisode 10), Tony fait référence à Krull quand il parle avec sa femme.